# Arena da Baixada
Az Estádio Joaquim Américo Guimarães, vagy közismertebb nevén az Arena da Baixada stadion egy többcélú sportlétesítmény Brazíliában, Curitiba városban. A stadion 1999. június 24-én nyitotta meg kapuit. A létesítmény többnyire futballmeccseknek ad otthont, többek közt a 2014-es labdarúgó-világbajnokságon rendezett meccseknek is. A stadiont a 2009-ben és 2012–2014 közt felújították.

## 2014-es labdarúgó-világbajnokság
| Dátum            | Idő (UTC-04) | Csapat #1  | Eredmény | Csapat #2     | Csoportkör | Nézőszám |
| ---------------- | ------------ | ---------- | -------- | ------------- | ---------- | -------- |
| 2014. június 16. | 16:00        | Irán       | 0–0      | Nigéria       | F csoport  | 39 081   |
| 2014. június 20. | 19:00        | Honduras   | 1–2      | Ecuador       | E csoport  | 39 224   |
| 2014. június 23. | 13:00        | Ausztrália | 0–3      | Spanyolország | B csoport  | 39 375   |
| 2014. június 26. | 17:00        | Algéria    | 1–1      | Oroszország   | H csoport  | 39 311   |